# Све боје фудбала (књига)
Све боје фудбала: историја и хералдика величанствене опсесије (итал. Tutti i colori del calcio. Storia e araldica di una magnifica ossessione) је књига чији су аутори Серђо Салви (итал. Sergio Salvi) и Алесандро Саворели (итал. Alessandro Savorelli) објављена 2008. године. Српско издање књиге објавила је издавачка кућа Киша из Новог Сада 2010. године у преводу Марије Кајтез.

## О ауторима
- Серђо Салви (Фиренца, 1932) фудбалски научник, рагби ентузијаста; раније се бавио књижевним часописима, интересовао се за поезију и књижевност, језичким мањинама, нацијама без државе, историјом Тоскане, совјетским исламом и руководио Изложбеним центром у Фиренци.[3]

- Алесандро Саворели (Прато, 1948), истраживач је у Scuola Normale Superiore (Пиза), историчар модерне филозофије. Бави се и историјом симбологије и хералдике. Члан је Швајцарског хералдичког друштва и Académie internationale d'héraldique, сарађује са Archives héraldiques suisses, Emblemata и Medioevo.[3]

## О књизи
Књига Све боје фудбала: историја и хералдика величанствене опсесије кроз историју фудбала као игре и као институције, пошто је то и историја његових најславнијих клубова, истражује порекло и прави мапу клупских боја на којој ће се наћи око стотинак тимова. Доноси тумачење да кад је у питању порекло тих боја, углавном пресудни мода, друштвена припадност, политика, религија, а посебно сплет околности и лични укус.
Фудбал је своју форму спектакла у боји наследио из витешких ратова и турнира, а на избор боја дресова и закони који владају тим избором вуку корене из хералдике.
Књига доноси одговоре на питања као што су: зашто се Челси определио за плаву мајицу, Ливерпул за црвену, Селтик за бело-зелену, зашто је Јувентус променио своју дебитантску роза мајицу у црно-белу? Део књиге је посвећен клупским обележјима и грбовима, за која се сматра да су вероватно најпознатији знаковни систем на свету.
Књига је богато илустрована: садржи између 144. и 145. стране 16 табли са сликама и фотографијама у боји, на којима су приказане седам хералдичких боја, закон о бојама и правилне комбинације, типологија грбова, дезени са штитовима, штитови на мајицама, једанаест боја фудбала, клупске ознаке - типологије, фудбалски бестијариј - тотеми, фудбалски бестијариј - маскоте, промене мајица, елита европског фудбала, национални европски тимови,...